# Jung Seung-hyun
Jung Seung-hyun (en coreano: 정승현; Incheon, 3 de abril de 1994) es un futbolista surcoreano que juega como defensa en el Ulsan H. D. F. C. de la K League 1.

## Selección nacional
Ha sido internacional con la selección de Corea del Sur en 26 ocasiones. Participó en los Juegos Olímpicos de 2016 con la selección sub-23. Hizo su debut el 12 de diciembre de 2017 contra Corea del Norte, partido correspondiente a la ronda final del Campeonato de Fútbol del Este de Asia de 2017, que terminó en victoria surcoreana por 1-0.
El 2 de junio de 2018 fue incluido en la lista definitiva de veintitrés jugadores que disputarían la Copa del Mundo de 2018 en Rusia.

### Participaciones en Copas del Mundo
| Mundial                        | Sede  | Resultado      | Partidos | Goles |
| ------------------------------ | ----- | -------------- | -------- | ----- |
| Copa Mundial de Fútbol de 2018 | Rusia | Fase de grupos | 0        | 0     |

### Participaciones en Juegos Olímpicos
| Olimpiada                               | Sede   | Resultado        | Partidos | Goles |
| --------------------------------------- | ------ | ---------------- | -------- | ----- |
| Juegos Olímpicos de Río de Janeiro 2016 | Brasil | Cuartos de final | 4        | 0     |

### Participaciones en Copas Asiáticas
| Copa                             | Sede  | Resultado        | Partidos | Goles |
| -------------------------------- | ----- | ---------------- | -------- | ----- |
| Campeonato Sub-23 de la AFC 2016 | Catar | Subcampeón       | ?        | 0     |
| Copa Asiática 2019               | EAU   | Cuartos de final | 0        | 0     |
| Copa Asiática 2023               | Catar | Semifinales      | 5        | 0     |

## Clubes
| Equipo                         | País          | Año       |
| ------------------------------ | ------------- | --------- |
| Ulsan Hyundai F. C.            | Corea del Sur | 2015-2017 |
| Sagan Tosu                     | Japón         | 2017-2018 |
| Kashima Antlers                | Japón         | 2018-2019 |
| Ulsan HD F. C.                 | Corea del Sur | 2020-2024 |
| Gimcheon Sangmu F. C. (cedido) | Corea del Sur | 2021-2022 |
| Al-Wasl F. C.                  | EAU           | 2024-2025 |
| Ulsan HD F. C.                 | Corea del Sur | 2025-     |

## Palmarés

### Títulos nacionales
| Título     | Club                | País          | Año  |
| ---------- | ------------------- | ------------- | ---- |
| K League 1 | Ulsan Hyundai F. C. | Corea del Sur | 2022 |
| K League 1 | Ulsan Hyundai F. C. | Corea del Sur | 2023 |

### Títulos internacionales
| Título                      | Club (*)            | Sede      | Año  |
| --------------------------- | ------------------- | --------- | ---- |
| Campeonato del Este de Asia | Corea del Sur       | Tokio     | 2017 |
| Liga de Campeones de la AFC | Kashima Antlers     | Teherán   | 2018 |
| Liga de Campeones de la AFC | Ulsan Hyundai F. C. | Al Wakrah | 2020 |

(*) Incluyendo la selección.